# گوانجیر (سرده)
گوانجیر، کهیرو (نام علمی: Ehretia) نام یک سرده از تیره گاوزبانیان است.